# Alma Salgueirista
A Alma Salgueirista é a claque organizada do Sport Comércio e Salgueiros e foi fundada a 15 de Janeiro de 1985. Nesse dia, 7 jovens reuniram-se na cave da antiga sede social do clube, entre eles o seu líder Jorge Viana, e decidiram-se pela oficialização da fundação da claque.

## O início
A primeira manifestação da "Alma" surgiu ainda antes da sua fundação oficial, no Outono de 1984. Jorge Viana resolveu exorcizar uma Alma descrente e até esmorecida, a Alma de cada um dos Salgueiristas. 
Numa noite de Sábado para Domingo, apenas com o conhecimento e a ajuda da sua mãe, resolveu fazer um pano (faixa) com as palavras "ALMA SALGUEIRISTA", e fazer um fantasma para envergar de surpresa na entrada da equipa, e assim criar um clima emocional que fizesse avivar a verdadeira alma salgueirista, presente em cada adepto. 
Rapidamente um grupo de jovens se juntou naquele jogo e, rodeado de Salgueiristas, começou o embrião da formação da actual Alma Salgueirista. 

## O crescimento e reconhecimento
Nos anos de 1985 a 1987, a ALMA era das melhores claques portuguesas e teria cerca de 50 elementos, mas conseguia mobilizar para deslocações muitas vezes mais de 500 Salgueiristas. 
Era uma época em que surgiu o aparecimento em força das claques, com elas também a violência, mas, como sempre, a Alma teve um comportamento diferente, respeitado e respeitador, que a fez ser desde 
logo reconhecida como uma grande claque. 
A Alma não só apoiava o Futebol, desde as camadas jovens até aos seniores, mas também as outras modalidades do Sport Comércio e Salgueiros.
Durante os anos 90, a projecção do Sport Comércio e Salgueiros ajudou aproximar mais gente nova e a Alma rejuvenesceu, continuou o seu caminho e sempre apoiou o clube.

## Da queda ao ressurgimento
Com a perda do Estádio Vidal Pinheiro na época de 2002/2003, a Alma parecia esmorecer, tendo até momentos menos bons. No entanto foi mais uma vez em momento de crise que a Alma surgiu em grande.
Primeiro com a descida administrativa do Sport Comércio e Salgueiros à 2ªDivisão Nacional em 2004, numa época em que o clube apresentou uma equipa composta por jogadores juniores, classificando-se no último lugar da sua série. A claque esteve sempre presente e foi incansável no apoio aos seus bravos atletas.
Depois com o ressurgimento do futebol sénior em 2008, através do Sport Clube Salgueiros 08, a Alma voltou em grande força, marcando presença em todos os jogos e demonstrando um apoio incondicional aos seus atletas, catapultando-os para o título de campeões da 2ªDivisão Distrital da AF Porto em 2008/2009 e para nova subida de divisão em 2009/2010, desta feita à Divisão de Honra da mesma associação. 
A Alma Salgueirista celebrou o seu 25º aniversário em Janeiro de 2010, marco importante para esta histórica claque, contando à data com 34 anos de existência.